# 松葉一清
松葉 一清（まつば かずきよ、1953年1月27日 - 2020年2月3日）は、日本の建築評論家、武蔵野美術大学教授。専門は、近代建築・都市史、現代建築評論。

## 生涯
兵庫県出身。京都大学工学部建築学科卒、朝日新聞社に入る。編集委員などを経て、2008年武蔵野美術大学教授。2011年日本建築学会文化賞受賞。
2020年2月3日、急性心不全により死去。67歳没。

## 著書
- 『やまぐち建築ノート』マツノ書店 防長紀行 1979
- 『近代主義を超えて 現代建築の動向』鹿島出版会 1983
- 『日本のポスト・モダニズム』三省堂 都市のジャーナリズム 1984
- 『東京ポスト・モダン』三省堂 都市のジャーナリズム 1985
- 『ポスト・モダンの座標』鹿島出版会 1987
- 『帝都復興せり! 『建築の東京』を歩く』平凡社 1988　のち朝日文庫
- 『東京発・都市の現在 文化はキッチュをめざす』駸々堂出版 1988
- 『幻影の日本 昭和建築の軌跡』朝日新聞社 1989
- 『パリの奇跡 メディアとしての建築』講談社現代新書 1990　『パリの奇跡 都市と建築の最新案内』朝日文庫 1998
- 『現代建築ポスト・モダン以後』鹿島出版会 1991
- 『公共建築宣言』経済調査会 1992
- 『東京現代建築ガイド』鹿島出版会 1992
- 『失楽園都市 20世紀の夢と挫折』講談社選書メチエ 1995
- 『アンドウ 安藤忠雄・建築家の発想と仕事』講談社 1996
- 『東京現代建築ガイド 2(2000’s)』鹿島出版会 1999
- 『モール、コンビニ、ソーホー デジタル化がもたらす都市のポピュリズム』NTT出版 2002
- 『新建築ウォッチング 2003-2004』朝日新聞社 2004
- 『『帝都復興史』を読む』新潮選書 2012
- 『現代建築のトリセツ 摩天楼世界一競争から国立競技場問題まで』PHP新書 2016

### 共編著・監修
- 『近代建築ガイドブック 西日本編』多数共著 鹿島出版会 1984
- 『奇想遺産 世界のふしぎ建築物語』1－2　鈴木博之,藤森照信,隈研吾,山盛英司,木村伊量,竹内敬二共著 新潮社 2007‐08
- 『実測・軍艦島 高密度居住空間の構成 復刻』東京電機大学阿久井研究室,阿久井喜孝,滋賀秀實共編 鹿島出版会 2011
- 『別冊太陽 太陽の地図帖 復興建築の東京地図 関東大震災後、帝都はどう変貌したか』監修 平凡社 2011
- 『デザイン/近代建築史 1851年から現代まで』柏木博共著 鹿島出版会 2013
- 『ドバイ〈超〉超高層都市 21世紀の建築論』野呂一幸共著 鹿島出版会 2015

## 論文
- 松葉一清